# Adrian Gaxha
Adrian Gaxha (albansko: [aˈdɾian gaˈdʒa], makedonsko Адријан Гаџа), makedonsko-albanski pevec, besedilopisec, glasbeni producent in plesalec, *13. februar 1984.

## Življenje in kariera
Adrian Gaxha se je rodil dne 13. februarja 1984 albanskim staršem v Skopju, takratni Socialistični republiki Makedoniji, današnji Severni Makedoniji. Gaxha se je začel že zgodaj učiti igrati violo. Svojo glasbeno kariero je začel leta 2001, ko je nastopil na festivalu Nota Fest. Adrian je hitro postal eden najbolj priljubljenih pevcev v Makedoniji in Albaniji ter drugih albansko govorečih ozemljih. Do danes je posnel štiri albume, tri v albanskem in enega v makedonskem jeziku.
Njegovi nastopi vključujejo veliko plesnih koreografij. Leta 2006 je nastopil na makedonskem nacionalnem predizboru za Pesem Evrovizije, kjer je skupaj z makedonsko-romsko pevko Esmo Redžepovo zapel pesem »Ljubov e«, s katero sta se uvrstila na drugo mesto.
Adrian je leta 2008 skupaj s Tamaro Todevsko in Vrčakom zmagal na nacionalnem izboru Skopje Fest in tako postal predstavnik Severne Makedonije na Pesmi Evrovizije 2008 s pesmijo »Let Me Love You«. Nastopili so v drugem polfinalu in se uvrstili na 10. mesto s 64 točkami, vendar se niso uvrstili v finale, ker je veljalo takrat pravilo, da se prvih devet držav neposredno kvalificira, deseto pa določi strokovna žirija.
Od leta 2008 se Gaxha bolj osredotoča na pesmi, ki jih piše v albanskem jeziku za albanski trg. 

## Diskografija

### Studijski albumi
- »Luj, Luj, Luj« (2003)
- »Thuaj Mamit« (2004)
- »300 Godini« (2008)
- »Brenduar« (2010)

### Pesmi
- »Jeto« (2001)
- »Capkene« (2003)
- »Shqipes« (2004)
- »Thuaj Mamit« (2004)
- »Ku je xhan« (2005)
- »300 vjet për ty« (2006)
- »Të lutëem kthehu« (2006)
- »Sensacion dashurie« (z Manjolo Nallbani leta 2007)
- »Magija« (s Vrčakom in Jovanom Jovanov leta 2007)
- »Let Me Love You« (s Tamaro Todevsko in Vrčakom leta 2008)
- »Ti tani« (s Snow Blackom leta 2009)
- »Si kjo raki« (s Ramadanom Krasniqi leta 2009)
- »E brenduar« (2010)
- »Edhe një here« (2010)
- »Tripuvam« (2010)
- »Fundin tek une e ke« (2011)
- »Me ty« (2011)
- »Ngjyra e kuqe« (s Florianom Beqiri leta 2012)
- »Kjo zemër« (s Florianom Beqiri leta 2013)
- »Welcome to Prishtina« (s Florianom Beqiri in Skivi leta 2013)
- »Oj ti qik« (s Florianom Beqiri leta 2014)
- »Kalle« (z Lindonom Berisha leta 2015)
- »Asnihere« (z Lindonom Berisha leta 2015)
- »Money« (z Lindonom Berisha leta 2016)
- »My girl« (s Franquesom leta 2016)
- »Ka je 2x« (z Ronelo Hajati leta 2017)
- »Lujmi krejt« (z Onatom leta 2018)
- »Lady Malena« (z Vig Poppa leta 2018)
- »Ajshe« (z Enur leta 2019)